# Conrad Lauwers

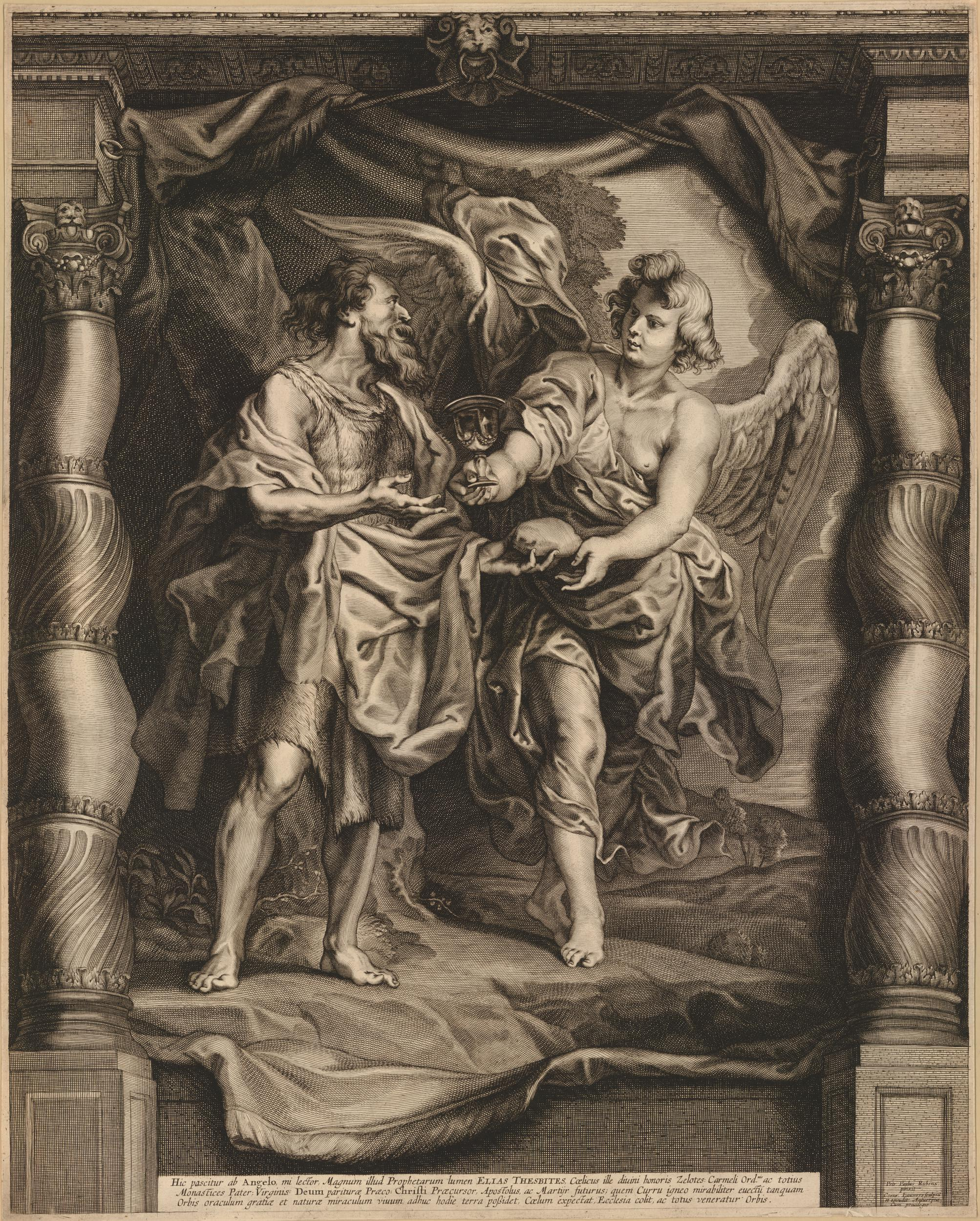
Elías en el desierto alimentado por un ángel. Grabado de Conrad Lauwers a partir de uno de los cartones de Rubens para la serie de tapices eucarísticos encargados por Isabel Clara Eugenia para el monasterio de las Descalzas Reales de Madrid

Conrad, Conradus o Coenraad Lauwers (Amberes, 1632-1685) fue un grabador flamenco.

## Biografía y obra

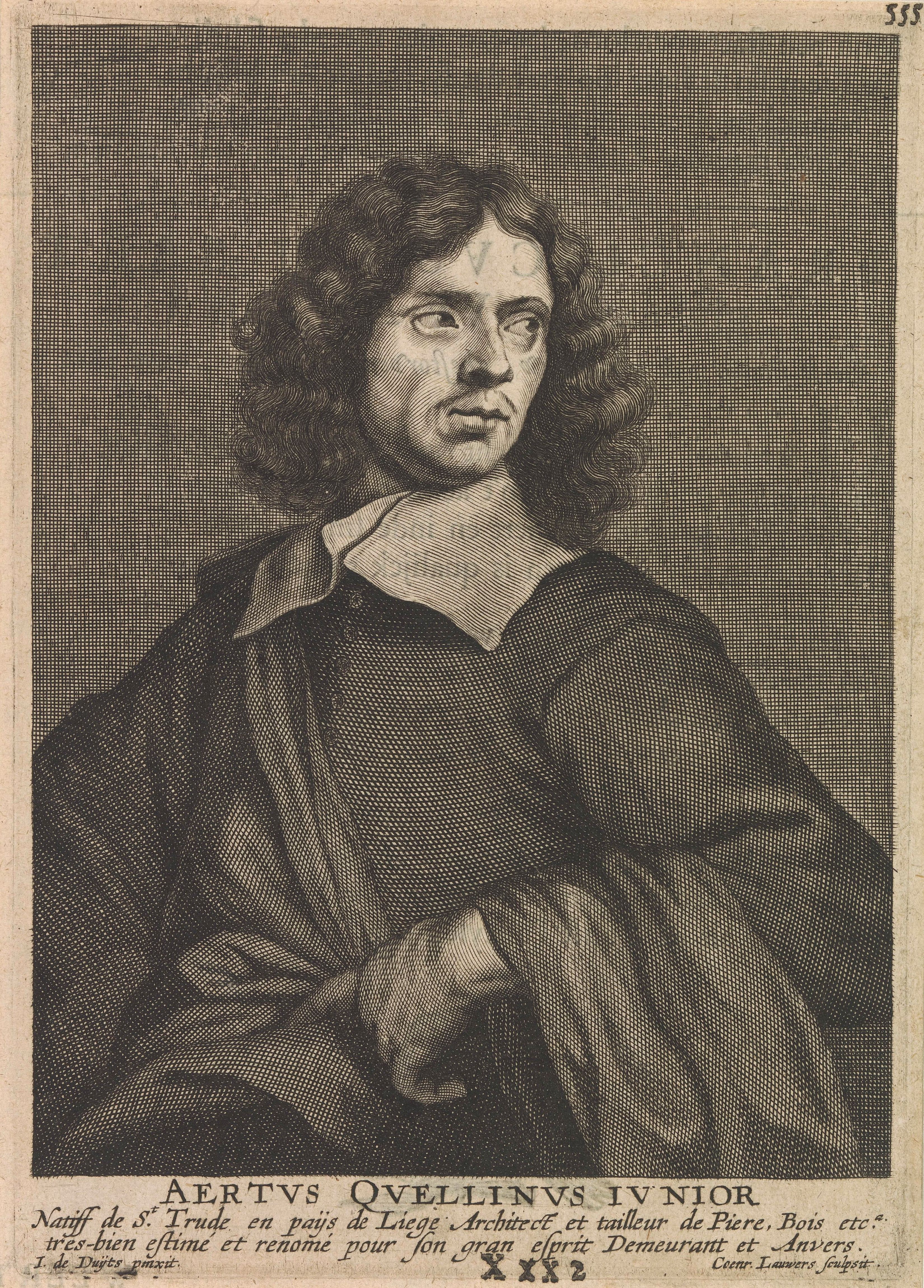
Retrato de Artus Quellinus II para el Het Gulden Cabinet de Cornelis de Bie (Amberes, 1662)

Bautizado en Amberes el 20 de junio de 1632, hijo y discípulo de Nicolaes Lauwers y de Maria Vermuelen, en 1660 se registró en el gremio de San Lucas de Amberes como hijo de un maestro. Previamente había viajado y residido en París, desde 1657. A esa estancia parisina —en la que se habría provisto de grabados de Robert Nanteuil y François de Poilly para venderlos en su tienda— alude Cornelis de Bie en los versos que le dedicó en Het Gulden Cabinet. En París grabó por dibujos de Laurent de La Hyre la mayor parte de las efigies de santos que forman la serie Porticus religiosa effigies, relacionada con la decoración en grisalla fingiendo escultura del desaparecido convento de los Mínimos de la Place Royale de París.
En 1660, de vuelta en Amberes, se inscribió en la Sodaliteit van de bejaerde jongmans, sociedad de hombres solteros promovida por los jesuitas. Dos de las estampas del Theatrum Pictorium de David Teniers II, publicado en Bruselas ese mismo año 1660, llevan la firma de Lauwers: La Virgen con el Niño, san Juanito y santa Ana y Eneas y Anquises, en ambos casos por pinturas actualmente perdidas de Andrea Schiavone que Lauwers grabó a partir de los modelos reducidos de Teniers. Para el citado Het Gulden Cabinet de Cornelis de Bie (Amberes, 1662) proporcionó el retrato de Artus Quellinus II, por pintura de Jan de Duyts, y los de Pieter Verbruggen, Joris van Son y Pieter Boel, por pinturas de Erasmus Quellinus II. Por lo que al grabado de reproducción se refiere se pueden mencionar las copias de varios de los cartones para tapices de Rubens para la serie eucarística encargada hacia 1625 por Isabel Clara Eugenia para el monasterio de las Descalzas Reales de Madrid (Elías y el ángel, Los defensores de la Eucaristía y Los cuatro evangelistas), abiertos posiblemente a partir de los grabados de Schelte Adamsz. Bolswert, y los Desposorios de la Virgen a partir del desaparecido cuadro de altar de Rubens para el convento de Santa Isabel de Bruselas.